# Chloroclystis rufulitincta
Chloroclystis rufulitincta är en fjärilsart som beskrevs av Louis Beethoven Prout 1914. Chloroclystis rufulitincta ingår i släktet Chloroclystis och familjen mätare. Inga underarter finns listade i Catalogue of Life.